# Distretto di Bar
Il distretto di Bar (in ucraino Барський район?, Bars'kyj raion) era un distretto dell'Ucraina situato nell'oblast' di Vinnycja; aveva per capoluogo Bar e contava 62.464 abitanti (dati 2001). È stato soppresso con la riforma amministrativa del 2020.

## Geografia antropica
Il distretto era suddiviso in una città, un insediamento di tipo urbano e 27 comuni rurali. Tra parentesi è indicata la popolazione al censimento 2001.

### Città
- Bar (17.065 abitanti)

### Insediamenti di tipo urbano
- Kopajhorod (1.480 abitanti)